# Пиаченца д'Адидже
Пиачѐнца д'А̀дидже (на италиански: Piacenza d'Adige; на венециански: Piacenza d'Adese, Пиаченца д'Адезе) е село и община в Северна Италия, провинция Падуа, регион Венето. Разположено е на 10 m надморска височина. Населението на общината е 1407 души (към 2014 г.).